# Edmundowo (Jankowice)
Edmundowo – część wsi Jankowice, położonej w województwie wielkopolskim, w powiecie poznańskim, w gminie Tarnowo Podgórne.                    

## Położenie
Edmundowo leży około 25 km na zachód od Poznania i stanowi enklawę wsi Jankowice. Przez miejscowość przepływa rzeka Sama. Pod względem geomorfologicznym są to tereny należące do Pojezierza Poznańskiego, będącego częścią Pojezierza Wielkopolskiego.
Ukształtowanie terenu jest typowo nizinne, na obszarze miejscowości rzędne wysokościowe wahają się w granicach około 80÷90 m n.p.m.

## Historia
Edmundowo powstało w 1830 r. "na gruncie dóbr Jankowic w Powiecie Poznańskim, z sześciu odbudowanych gospodarstw chłopskich". Istnienie miejscowości potwierdza urzędowy spis ludności Wielkiego Księstwa Poznańskiego, przeprowadzony w 1837 r. Według jego wyników Edmundowo zamieszkiwało 60 mieszkańców w 7 dymach, tj. domostwach. Wraz z sąsiednimi miejscowościami – Jankowicami, Lusówkiem oraz Ceradzem Kościelnym, Edmundowo tworzyło majętność dworską Jankowice, której właścicielem była wówczas Rozalia Engeström, wdowa po znanym szwedzkim dyplomacie związanym z Polską, Larsie von Engeström.
W okresie zaborów Edmundowo wchodziło w skład najpierw powiatu poznańskiego – do 1887 r., a później powiatu Poznań – Zachód; ponownie w powiecie poznańskim znalazło się w wyniku reformy administracyjnej przeprowadzonej już w niepodległej Polsce, w 1925 r.
Pod zaborem pruskim, a także w okresie międzywojennym, do roku 1934, Edmundowo było gminą wiejską (jednowioskową), a następnie, po scaleniu mniejszych gmin weszło w skład gminy Tarnowo Podgórne.
Do końca zaborów miejscowość leżała w granicach administracyjnych Prowincji Poznańskiej, zaś w kolejnych latach, w okresie 1919–1998 kolejno w województwie poznańskim w II RP, tzw. dużym województwie poznańskim i tzw. małym województwie poznańskim.

## Demografia
Edmundowo było niewielką wioską o charakterze rolniczym, której liczba mieszkańców wzrastała nieznacznie na przestrzeni lat – przykładowo od 60 w 1837 r do 99 w 1921 r, by w ciągu kolejnej dekady zmaleć do 75. Na podstawie przeprowadzanych regularnie od 1871 r. spisów ludności Prowincji Poznańskiej można stwierdzić, że w Edmundowie żyła stosunkowo liczna kolonia niemiecka. Byli to prawdopodobnie osadnicy, którzy realizowali program osadnictwa pruskiego, będącego jedną z form germanizacji Polaków.
| Data spisu | Liczba domostw | Liczba mieszkańców | Polacy      | Niemcy      |
| ---------- | -------------- | ------------------ | ----------- | ----------- |
| 1837       | 7              | 60                 | brak danych | brak danych |
| 01.12.1885 | 8              | 84                 | 61          | 23          |
| 01.12.1905 | 8              | 93                 | 78          | 15          |
| 30.09.1921 | 11             | 99                 | 93          | 6           |
| 09.12.1931 | 12             | 75                 | brak danych | brak danych |